# Трамп, Ванесса
Ване́сса Кей Хе́йден Трамп (англ. Vanessa Kay Haydon Trump), в девичестве — Перголи́цци (англ. Pergolizzi; 18 декабря 1977, Нью-Йорк, США) — американская модель. Бывшая жена Дональда Трампа-младшего (с 2005 по 2018 год).

## Ранние годы
Она выросла в Верхнем Ист-Сайде Манхэттена и посещала частную школу Дуайта. Чарльз Хейден, её отчим, (которого некоторые новостные порталы называют её отцом) был адвокатом. Его клиентами были такие известные персоны, как Мэрилин Монро и магнат недвижимости Эйб Хиршфельд. Её мать, Бонни Кей Хейдон, имела датское происхождение и руководила модельным агентством к «Kay Models». Её дедушкой по материнской линии был датский джазовый музыкант Кай Эванс.

## Карьера
Она была моделью в подростковом возрасте она увлеклась моделингом и подписала контракт с «Wilhelmina Models».
В 2003 году она и её сестра Вероника открыли ночной клуб под названием «Sessa».
Как актриса, она появилась в фильме 2003 года «Любовь по правилам и без». В 2011 году она появилась в эпизоде шоу «The Apprentice» (организованном её тестем Дональдом Трампом), а также в сериале «Bret Michaels: Life as I Know It» (2010).
С 2010 по 2013 год Ванесса выпускала свою собственную линию сумок под названием «La Poshett».

## Личная жизнь
С 1998 по 2001 год она встречалась с саудовским принцем Халидом бин Бандаром ибн Султаном Аль Саудом. Отношения закончились после терактов 11 сентября, когда Халид бин Бандар покинул США после того, как его отец-посол Саудовской Аравии Бандар ибн Султан Аль Сауд был заподозрен в связях с террористами «Аль-Каиды».
12 ноября 2005 года Ванесса вышла замуж за Дональда Трампа-младшего. Свадьба состоялась в клубе «Мар-а-Лаго» во Флориде. Церемонию проводила тётя Трампа-младшего, судья Мэриэнн Трамп-Бэрри. Трамп-младший сделал Ванессе предложение с кольцом за 100 000 долларов. У пары пятеро детей. 15 марта 2018 года стало известно, что Ванесса подала на развод, однако позже выяснилось, что развод был оспорен. В июле 2018 года они решили вопрос об опеке над детьми. В конце 2018 года развод был урегулирован.